# Oleksînți, Sribne
Oleksînți (în ucraineană Олексинці) este localitatea de reședință a comunei Oleksînți din raionul Sribne, regiunea Cernihiv, Ucraina.

## Demografie
Componența lingvistică a localității Oleksînți
     Ucraineană (97,56%)
     Rusă (2,2%)
     Alte limbi (0,24%)
Conform recensământului din 2001, majoritatea populației localității Oleksînți era vorbitoare de ucraineană (97,56%), existând în minoritate și vorbitori de rusă (2,2%).